# Dakhlet Nouadhibou
Dakhlet Nouadhibou (arabiska: ولاية داخلة نواذيبو) är en region (wilaya) i västra Mauretanien. Huvudort är Nouadhibou. Den gränsar till Västsahara i norr och består till stor del av öken. Regionen hade 184 459 invånare vid folkräkningen år 2023.
Dakhlet Nouadhibou är indelat i två departement (moughataa).
| Departement (moughataa) | Folkmängd (2023) | Kommuner                                                                            |
| ----------------------- | ---------------- | ----------------------------------------------------------------------------------- |
| Nouadhibou              | 177 077          | - Nouadhibou (173 525 invånare) - Boulenwar (3 369 invånare) - Inal (183 invånare)  |
| Chami                   | 7 382            | - Chami (4 214 invånare) - Tmeimichat (1 615 invånare) - Nouamghar (1 553 invånare) |